# Clara Lago
Clara Lago Grau (* 6. března 1990) je španělská herečka. Narodila se a vyrůstala v Torrelodones nedaleko Madridu.

## Kariéra
V 9 letech si poprvé zahrála ve filmu (již dříve se objevila v televizních seriálech), jednalo se o španělský film Terca Vida z roku 2000. Ve stejném roce si zahrála také v seriálu Compañeros, který byl vysílaný na španělském televizním kanále Antena 3. Mezi nejznámější seriály, ve kterých hrála patří Hospita Central, Pacovo mužstvo, Srdce oceánu, Knihovníci nebo Soused.
V roce 2002 hrála ve filmu Carolina pouť, který režíroval Imanol Uribe. Lago byla za roli Carol nominována na Goyovu cenu pro nejlepší začínající herečku.
V roce 2008 získala na 56. Mezinárodním filmovém festivalu v San Sebastiánu ocenění „Nejlepší nový talent ve španělské kinematografii“.
V roce 2011 byla, na Berlínském mezinárodním filmovém festivalu organizací pro propagaci a export filmů European Film Promotion (EFP), zařazena do seznamu Shooting Stars. Ocenění získala za roli Belén ve filmu La cara oculta.
V listopadu 2012 ztvárnila roli Evy ve filmu Konec.
V roce 2014 hrála v úspěšné komedii Ocho apellidos vascos. Film se s tržbami více než 75 milionů dolarů stal nevýdělečnějším španělským titulem všech dob.
Také účinkovala v divadelní hře La venus de las pieles z roku 2014, kterou režíroval David Serrano.
V roce 2015 se objevila ve filmu Zánik  spolu s Matthewem Foxem a Jeffrey Donovanem v adaptaci knižního bestselleru od Juana de Dios Garduño "Y pese a todo" . Následovaly filmy Na konci tunelu z roku 2016, Órbita 9 v roce 2017 a 2018 Cizinec ve vlaku.
V roce 2017 si vyzkoušela dabing ve videohře Assassin's Creed Origins, kde namluvila Kleopatru.

## Osobní život
Od roku 2013 žila se španělským hercem Dani Rovirou, se kterým si záhrala ve filmu Ocho Apellidos vascos. Pár se oficiálně rozpadl v roce 2019 po 5 letech chození. Lago mluví plynně anglicky a španělsky.

## Filmografie

### Film
| Rok  | Titul                       | Role             | Poznámky |
| ---- | --------------------------- | ---------------- | -------- |
| 2000 | Terca vida                  | Bea              |          |
| 2002 | Carolina pouť               | Carol            |          |
| 2004 | La vida que te espera       | Genia            |          |
| 2006 | Písek v kapsách             | Elena            |          |
| 2007 | Klub sebevrahů              | Laura            |          |
| 2008 | Šibenice                    | Sandra           |          |
| 2010 | El mal ajeno                | Ainhoa           |          |
| 2011 | Bratranci v akci            | Clara            |          |
| 2011 | La cara oculta              | Belén            |          |
| 2012 | Tengo ganas de ti           | Gin              |          |
| 2012 | Konec                       | Eva              |          |
| 2013 | Eltern                      | Isabel           |          |
| 2013 | ¿Quién mató a Bambi?        | Mati             |          |
| 2014 | Ocho apellidos vascos       | Amaia Zugasti    |          |
| 2014 | Against the Jab             | Pénelope         |          |
| 2015 | Zánik                       | Woman            |          |
| 2015 | Perevodčik                  |                  |          |
| 2015 | Ahora o nunca               | Tatiana          |          |
| 2015 | Ocho apellidos catalanes    | Amaia Zugasti    |          |
| 2016 | Na konci tunelu             | Berta            |          |
| 2016 | Orbita 9                    | Helena           |          |
| 2018 | Cizinec ve vlaku            | Eva              |          |
| 2019 | El Cuento de las Comadrejas | Barbara Otamendi |          |
| 2019 | Věřím na rodinu             | Bea              |          |